# Caráter
Caráter (ou carácter em português europeu antes do Acordo Ortográfico de 1990) é um termo usado em psicologia como componente da personalidade. Em linguagem comum o termo descreve os traços morais da personalidade.
Na psicologia da personalidade, o caráter se refere principalmente às características autorregulatórias da personalidade, que são desenvolvidas de maneira incremental e associadas a áreas do cérebro relacionadas a processos intencionais e funções metacognitivas. Geralmente é contrastado com o temperamento, que abrange mais aspectos  envolvendo reações emocionais básicas e comportamentos automáticos.
Apesar de também dependente de uma complexa interação entre conjuntos de genes, a determinação do caráter aparece de forma mais leve do que em relação ao temperamento: o temperamento é moderadamente estável ao longo da vida, enquanto o caráter surge após a infância, sofre maturação e é influenciado pela aprendizagem social e cultural. O temperamento possui forte predisposição inata de componentes biológicos, e é independente de cultura ou aprendizagem social.

## Psicologia e neurociência
As escolas da caracterologia alemã e franco-holandesa esforçaram-se por dar aos dois termos (personalidade e caráter) um significado diferente, sem que, no entanto, se chegasse a um consenso. René Le Senne, por exemplo, propõe a seguinte distinção: Caráter referiu-se, naquele contexto, ao conjunto de disposições congênitas, ou seja, que o indivíduo possui desde seu nascimento e compõe, assim, o esqueleto mental do indivíduo; já personalidade foi definida como o conjunto de disposições mais "externas", como que a "musculatura mental" - todos os elementos constitutivos do ser humano que foram adquiridos no correr da vida, incluindo todos os tipos de processos mentais.
As definições convencionais são outras atualmente na neurociência. C. Robert Cloninger afirma que o bem estar pessoal máximo é atingido quando um indivíduo possui bem desenvolvidos os três traços formadores do caráter segundo seu Inventário de Temperamento e Caráter: autodirecionamento, cooperatividade e autotranscendência.
Os genes que codificam perfis de caráter são diferentes dos genes que codificam perfis de temperamento, mas ambos são integrados juntos por interações ambientais; quanto ao caráter, preponderam genes de RNAs longos não codificantes, que regulam a expressão gênica.